# Orange (manga)
Orange (オレンジ Orenji?) es una serie de manga shōjo/seinen de recuentos de la vida y romance escrita e ilustrada por Ichigo Takano. Fue serializada por primera vez en 2012 en la revista de manga Bessatsu Margaret de Shūeisha y posteriormente en Gekkan Action de Futabasha. Ha sido compilada en 5 volúmenes hasta mayo de 2016. Sus capítulos son publicados en línea en inglés por Crunchyroll e impresos por Seven Seas Entertainment. Es también publicada en Francia por Akata y en España por Ediciones Tomodomo. Y en México y Argentina por editorial Panini. Una adaptación a película de acción real del mismo nombre fue estrenada el 12 de diciembre de 2015. Una adaptación a anime comenzó a emitirse en julio de 2016. Un spin-off al manga comenzó su serialización el 25 de marzo de 2016, en la revista Monthly Action publicado por Futabasha. El 18 de noviembre de 2016 se estrenó una película que continúa con los eventos de la historia original. Se ha anunciado que se publicará un tomo número 7 que acabará con la obra.

## Argumento
El primer día de clase, Naho, una chica de 16 años, recibe una misteriosa carta de quien dice ser su yo del futuro, en la que se predice de forma exacta cada cosa que está a punto de pasarle. Además, la remitente le aconseja no llevar a cabo determinadas acciones. Haciendo caso omiso de ella, Naho invita al chico nuevo que acaba de llegar desde Tokio, Kakeru, a salir con sus amigos después del instituto. Pero algo terrible le ocurre a Kakeru ese día. Algo que podría no haber sucedido si hubiera vuelto antes a casa. Sabiéndolo, Naho decide comenzar a seguir las instrucciones que recibe desde un mundo futuro en el que Kakeru ya no existe. Pero hacer frente al presente sin dejar lugar para el arrepentimiento no resulta tan sencillo como debiera.

## Personajes
Naho Takamiya (高宮菜穂 Takamiya Naho?)
 Seiyū: Kana Hanazawa
Es una chica tímida que recibe una carta de su "yo" del futuro (dentro de 10 años) la carta que recibe predice todo lo que pasa a su alrededor incluyendo que conocerá a un misterioso chico llamado Kakeru Naruse. 
Kakeru Naruse (成瀬翔 Naruse Kakeru?)
 Seiyū: Seiichirō Yamashita
Es un chico tímido y poco sociable, pero al transcurrir la historia su actitud llega a ser amable.
Hiroto Suwa (須和弘人 Suwa Hiroto?)
 Seiyū: Makoto Furukawa
Es un chico amable que no le gusta que sus amigos sufran siempre busca la forma de ayudarlos especialmente a Naho, el es el primero en revelarle a Naho que también ha recibido cartas de su "yo" del futuro (dentro de 10 años) la cual también dice que salve a Kakeru en el futuro en el que Kakeru murió, Suwa se casa con Naho y tienen un hijo pero en el futuro en el que Kakeru no murió se casa con Takako.
Takako Chino (茅野貴子 Chino Takako?)
 Seiyū: Rika Kinugawa
Es una chica seria la cual siempre ayuda a sus amigos pero le desagrada mucho las personas presumidas, en el futuro en el que Kakeru no murió ella se casa con Suwa.
Saku Hagita (萩田朔 Hagita Saku?)
 Seiyū: Kazuyuki Okitsu
Azusa Murasaka (村坂あずさ Murasaka Azusa?)
 Seiyū: Natsumi Takamori
Rio Ueda (上田莉緒 Ueda Rio?)
 Seiyū: Ayane Sakura
Madre de Naho ((菜穂の母親 Naho no hahaoya?)
 Seiyū: Kikuko Inoue
Padre de Naho (菜穂の父親 Naho no chichioya?)
 Seiyū: Tomohiro Tsuboi

## Contenido de la obra

### Manga
La serie de manga original es escrita e ilustrada por Ichigo Takano.

#### Volúmenes
| Núm. | Fecha de Estreno                                                       | ISBN                                                                 |
| ---- | ---------------------------------------------------------------------- | -------------------------------------------------------------------- |
| 1    | 25 de julio de 2012 (Shueisha) 25 de diciembre de 2013 (Futabasha)     | ISBN 978-4-08-846804-4 (Shueisha) ISBN 978-4-575-84323-1 (Futabasha) |
| 2    | 22 de noviembre de 2012 (Shueisha) 25 de diciembre de 2013 (Futabasha) | ISBN 978-4-08-846861-7 (Shueisha) ISBN 978-4-575-84324-8 (Futabasha) |
| 3    | 22 de agosto de 2014                                                   | ISBN 978-4-575-84470-2                                               |
| 4    | 20 de febrero de 2015                                                  | ISBN 978-4-575-84575-4                                               |
| 5    | 12 de noviembre de 2015                                                | ISBN 978-4-575-84709-3                                               |
| 6    | 31 de mayo de 2017                                                     | ISBN 978-4-575-84987-5                                               |

### Anime
La adaptación al anime de Orange se estrenó el 4 de julio de 2016, y fue transmitida cada lunes a las 00:00 horario de Japón.

#### Música
El opening es "Hikari no Hahen" (光の破片?) interpretado por Yu Takahashi, mientras que el ending es "Mirai" (未来?) interpretado por Kobukuro.

#### Lista de episodios
| N.º | Título                          | Estreno                  |
| --- | ------------------------------- | ------------------------ |
| 1 | «CARTA 01» «Tegami 01» (手紙01) | 3 de julio de 2016       |
| Mientras llega tarde a su primer día como estudiante de segundo año de secundaria, Naho Takamiya ve una misteriosa carta escrita por ella misma diez años en el futuro. Un estudiante transferido llamado Kakeru Naruse se sienta junto a Naho en clase. Naho y Kakeru son invitados a caminar a casa con los amigos de Naho llamados Hiroto Suwa, Takako Chino, Saku Hagita y Azusa Murasaka. Después de que todos coman los bollos de la panadería familiar de Azusa, Kakeru pasa el rato con Naho y sus amigos por la tarde. Kakeru luego está ausente de la escuela durante dos semanas. Cuando Kakeru regresa, le dice a Naho en broma que solo se ausentó porque quería. El pie derecho de Naho se lesiona debido a que su número de zapato es demasiado pequeño. Durante un torneo de softbol, la carta le aconseja a Naho que acepte una oferta para ser bateadora emergente para evitar arrepentimientos. Esto permite que el club de softbol femenino gane el torneo. Luego, Kakeru trata el pie derecho ampollado de Naho y ella se enamora de él. Según su carta, Naho debe vigilar de cerca a Kakeru, quien podría morir dentro de diez años. Diez años después, Naho y Suwa se casan y tienen un hijo llamado Matsumoto. |                                 |                          |
| 2 | «CARTA 02» «Tegami 02» (手紙02) | 10 de julio de 2016      |
| Kakeru sorprendentemente nunca trae un almuerzo para llevar a la escuela. Después de que Naho cose un botón que se cayó del uniforme escolar de Suwa, éste invita a Kakeru a convertirse en un miembro provisional del club de fútbol de chicos. Naho pasa la tarde en su casa preparando dos almuerzos para llevar. Al día siguiente, Naho no tiene el coraje de darle a Kakeru un almuerzo para llevar durante sus clases de la mañana. Después de la escuela, Kakeru nota que la bolsa del almuerzo de Naho parece más grande de lo habitual, pero Naho se aleja de él. Cuando Kakeru y Suwa terminan la práctica de fútbol, Naho los encuentra y se disculpa con Kakeru por su despido abrupto. Mientras Suwa sale de la escuela en su bicicleta, Naho y Kakeru caminan juntos a casa. Después de que Kakeru siente curiosidad por sus pasatiempos e intereses, Naho le pregunta por qué estuvo ausente de la escuela durante dos semanas. Kakeru revela que tuvo que mudarse después de asistir al funeral de su difunta madre, quien se suicidó en su primer día de escuela. Naho finalmente le da a Kakeru el almuerzo, lo que lo hace feliz. Está decidida a que siga sonriendo cada día. Su carta revela que Kakeru murió en un supuesto accidente futuro. Diez años después, Naho y sus amigos se preparan para visitar la tumba de Kakeru. |                                 |                          |
| 3 | «CARTA 03» «Tegami 03» (手紙03) | 17 de julio de 2016      |
| Naho se entera por Suwa que Kakeru se convertirá en miembro oficial del club de fútbol de chicos. A pesar de que su carta dice lo contrario, Naho se da cuenta de que el futuro no está escrito en piedra. Después de la práctica de fútbol por la mañana temprano, Naho y Kakeru niegan estar enamorados de otras personas. Durante medio día en la escuela, Kakeru recupera bebidas de la máquina expendedora para Naho y sus amigos, en la que Naho elige jugo de naranja. Tal como predice la carta de Naho, Rio Ueda, una chica que observa a Kakeru durante la práctica de fútbol, confiesa sus sentimientos a Kakeru. Naho más tarde le presta a Kakeru un lápiz y un borrador durante la clase. Después de la clase, Naho abre la tapa de su borrador, que contiene una nota escrita por Kakeru, pidiéndole permiso para que salga con Ueda. Aunque Naho responde con la negativa en otra nota y la deja dentro del getabako de Kakeru, éste ve la nota de Naho demasiado tarde después de haber aceptado salir con Ueda. Una molesta Naho regresa a casa y bebe el jugo de naranja. Diez años después, Naho y sus amigos leen una carta de la cápsula del tiempo de Kakeru, y se dan cuenta de que Kakeru les escribió a todos los demás excepto a su yo futuro. |                                 |                          |
| 4 | «CARTA 04» «Tegami 04» (手紙04) | 24 de julio de 2016      |
| Diez años después, Naho y sus amigos visitan a la abuela de Kakeru, con quien Kakeru vivía tras el suicidio de su difunta madre. Diez años atrás, Naho y sus amigos pasan el rato juntos en el centro comercial durante un descanso escolar. Cuando Kakeru y Ueda empiezan a salir después del descanso escolar, Naho pierde todas las oportunidades de hablar con Kakeru. Aconsejada por la carta, Naho tiene que volver a hablar con Kakeru, aunque esto parece imposible con Ueda siempre merodeando cerca. Cuatro días después, Naho intenta llamar a un sombrío Kakeru, pero Naho se cae al suelo cuando Ueda choca accidentalmente con ella. Mientras Kakeru se apresura a echarle una mano a Naho, una envidiosa Ueda estalla en lágrimas. Sintiéndose culpable, Naho huye, solo para ser detenida por Suwa, quien la anima a hablar con Kakeru. Naho corre a hablar las cosas con Kakeru, mientras Takako y Azusa se preguntan qué les puede estar ocultando Naho a sus amigos. En un banco al aire libre, Kakeru le confía a Naho que romperá con Ueda porque podría estar enamorado de otra persona. |                                 |                          |
| 5 | «CARTA 05» «Tegami 05» (手紙05) | 31 de julio de 2016      |
| En una mañana lluviosa, Kakeru llega a la escuela empapado porque olvidó su paraguas, y Naho le presta una toalla de baño en lugar de un pañuelo como aconsejaba en su carta. Cuando el cielo se despeja por la tarde después de la escuela, Kakeru lleva a Naho a un parque. Kakeru le da a Naho un broche como agradecimiento por todos los almuerzos para llevar. Luego la invita a estudiar química con él durante el fin de semana en la biblioteca. Después de que Kakeru aprueba el examen de química, el profesor de química Nakano da una clase sobre el concepto de viaje en el tiempo aplicado a la interpretación de los muchos mundos. Naho nota que su carta no ha cambiado a pesar de sus decisiones de alterar el futuro. Naho toma la iniciativa e invita a Kakeru a ver los fuegos artificiales al final del próximo festival cultural con ella. Hasta hace poco, Naho no era consciente del hecho de que Suwa podría tener sentimientos por ella, algo que Kakeru, Takako, Hagita y Azusa ya sabían. Durante el festival cultural, Naho finalmente se enfrenta a Ueda, quien la presiona para que le entregue su broche. Suwa interviene y salva a Naho, cuya mano derecha es vendada posteriormente por Kakeru. La carta de Naho menciona que Suwa es la persona querida que salvó su corazón. |                                 |                          |
| 6 | «CARTA 06» «Tegami 06» (手紙06) | 8 de agosto de 2016      |
| Kakeru le pide a Naho que se encuentre con él en la piscina para ver los fuegos artificiales juntos. En el camino, Ueda insiste a Naho en que lleve dos paquetes pesados al aula. Cerca de la piscina, Suwa y Hagita le dicen a Ueda que Kakeru la está esperando en el salón del club de fútbol masculino. Cuando los fuegos artificiales comienzan a estallar en el cielo, Takako y Azusa se encargan de los paquetes, mientras Naho corre hacia la piscina. Naho y Kakeru se toman de la mano mientras miran felices los fuegos artificiales juntos. La carta de Naho menciona que Kakeru nunca murió en un accidente, sino que se suicidó. Diez años después, la abuela de Kakeru les muestra a Naho y a sus amigos una carta escrita por Kakeru, que quería que todos creyeran que su suicidio fue un accidente. Diez años atrás, Naho y Kakeru se encuentran en el festival Bon, mientras Suwa, Takako, Hagita y Azusa fingen llegar tarde. Tras visitar un santuario, Kakeru se sincera con Naho y le revela que su madre, que padecía una enfermedad crónica, se suicidó el primer día de clases. En su casa, Naho se enfada cuando Kakeru deja de contactarla. Suwa visita a Naho y le pregunta por su carta. |                                 |                          |
| 7 | «CARTA 07» «Tegami 07» (手紙07) | 15 de agosto de 2016     |
| Naho se entera de que Suwa también recibió una carta escrita por él mismo diez años en el futuro. Una vez que confirman en la escuela al día siguiente que Kakeru tiene un cumpleaños próximo, Naho y sus amigos planean celebrarlo juntos. Diez años después, Naho y sus amigos se reúnen alrededor del monumento conmemorativo de Kakeru. Suwa le da un ramo de flores a Naho, diciéndole que Kakeru siempre había estado enamorado de ella. Hace diez años, Takako, Azusa, Hagita, Naho y Suwa le dan respectivamente entradas de fútbol, un manga, una bolsa de almuerzo y un ramo de flores como regalos a Kakeru, quien luego le da el ramo de flores de Suwa a Naho y confiesa sus sentimientos por ella. Naho y Suwa descubren sorprendentemente de sus cartas que Kakeru intentará suicidarse nueve días después de su cumpleaños. Kakeru se culpa a sí mismo por la muerte de su madre cuando ignoró sus mensajes para llevarla al hospital mientras pasaba la tarde con Naho y sus amigos en el primer día de clases. Después de que Kakeru admitiera tener pensamientos suicidas, Suwa lo abraza y lo anima a superar la culpa y el arrepentimiento. Naho le confiesa con franqueza sus sentimientos. |                                 |                          |
| 8 | «CARTA 08» «Tegami 08» (手紙08) | 22 de agosto de 2016     |
| Kakeru se desmaya durante la práctica de fútbol, lo que lleva a Naho y sus amigos a cuidarlo en la enfermería antes de que su abuela lo recoja. Naho y Suwa luego comentan cómo sus cartas no especificaban que Kakeru se desmayaría durante la práctica de fútbol. Al día siguiente, Kakeru es elegido como ancla para la próxima carrera de relevos. Finalmente, Naho y sus amigos se ofrecen como voluntarios para participar en la carrera de relevos con Kakeru. En sus habitaciones, Naho y Suwa hablan por teléfono, discutiendo su decisión de dejar de confiar en sus cartas. En dos ocasiones diferentes después de la escuela, Naho y Kakeru caminan hacia la entrada de la escuela, donde Kakeru extiende su mano. Naho se queda confundida cuando Kakeru se aleja disculpándose. Suwa, Takako, Hagita y Azusa luego explican a Naho que Kakeru simplemente quería tomarle la mano. Instada por Suwa, Naho menciona a sus amigos que recibió una carta escrita por ella misma diez años en el futuro. Sorprendentemente, Takako, Azusa e incluso Hagita también recibieron cartas escritas por ellos mismos diez años en el futuro. Esto significa que los cinco comparten el mismo objetivo: salvar a Kakeru. |                                 |                          |
| 9 | «CARTA 09» «Tegami 09» (手紙09) | 29 de agosto de 2016     |
| Con un renovado apoyo de sus amigos para salvar a Kakeru, Naho hace un esfuerzo más consciente para mejorar su relación con él. Basándose en la carta de Azusa, su próximo cumpleaños exige una tarde lluviosa a pesar de una mañana soleada. Aprovechando esto, Naho, Suwa, Takako, Hagita y Azusa traen sus paraguas, por lo que Naho comparte el suyo con Kakeru. Mientras Suwa, Takako, Hagita y Azusa pasan el rato en un restaurante, Naho y Kakeru buscan refugio en un parque, donde Naho finalmente encuentra el coraje para tomar de la mano a Kakeru. Nueve días después, Naho comienza a confiar en su carta de nuevo, al enterarse de que Kakeru no disfruta de la competencia atlética. Mientras los miembros de la familia vienen a apoyar a Naho, Suwa, Takako, Hagita y Azusa, los padres de Suwa sorprendentemente traen a la abuela de Kakeru a la competencia atlética. Después del evento de tira y afloja, Kakeru comienza a pensar en su madre. Como podría mudarse tarde o temprano, Kakeru dice que no le importa que Suwa salga con Naho. Tras el evento de bo-taoshi, Naho trata las heridas de Suwa en el puesto de primeros auxilios. Kakeru, celoso, se marcha abruptamente sin que le traten las heridas, reflexionando sobre lo que le dijo a Suwa. |                                 |                          |
| 10 | «CARTA 10» «Tegami 10» (手紙10) | 4 de septiembre de 2016  |
| Después del evento de batalla de porristas, Hagita informa a Suwa, Takako y Azusa que Kakeru pudo haberse torcido el tobillo durante el evento de derribo de postes. Mientras tanto, Naho y Kakeru llevan una colchoneta pesada como encargo. Suwa, Takako, Hagita y Azusa llegan para ayudar a Naho y Kakeru a llevar la colchoneta. Finalmente, aceptando el apoyo de los demás, Kakeru confiesa que su difunta madre se suicidó, lo que pesa mucho en su conciencia. Los demás creen que su difunta madre hubiera preferido verlo divertirse. Después de que Kakeru tiene su tobillo vendado, se siente listo para participar en la carrera de relevos. Durante la carrera de relevos, Suwa, Takako, Azusa, Hagita y Naho pasan el testigo, terminando con Kakeru como ancla. Kakeru recibe el mensaje de que los demás siempre estarán ahí para él. Esto le da a Kakeru la motivación para terminar en primer lugar y llevar a su equipo a la victoria, al contrario de lo que las cartas les decían a los demás. Tras la competencia atlética, Naho concluye que su carta no siempre es correcta ni siempre errónea. Después de que Naho le curara un rasguño en el brazo a Kakeru, este le da un beso en la mejilla como recompensa por ganar la carrera de relevos. |                                 |                          |
| 11 | «CARTA 11» «Tegami 11» (手紙11) | 11 de septiembre de 2016 |
| Diez años después, Naho y sus amigos discuten qué habría pasado si Kakeru aún estuviera vivo. Suwa es quien siente más arrepentimiento porque sabía lo que Naho y Kakeru sentían el uno por el otro. Diez años atrás, se planeó una visita al santuario para la víspera de Año Nuevo a finales de mes. Mientras Naho y Kakeru salen corriendo a buscar taiyaki juntos, Takako confronta a Suwa por rechazar la visita al santuario. Suwa no quiere confesarle sus sentimientos a Naho, recordando que el futuro seguirá siendo el mismo independientemente de sus decisiones. En la víspera de Año Nuevo, Suwa se queda en casa mientras los demás visitan el santuario. Mientras saca bebidas de la máquina expendedora, Kakeru le pregunta a Naho si puede ir a casa a ver cómo está su abuela enferma. Naho le asegura a Kakeru que su abuela está bien, pero esto estalla en una pelea ya que Kakeru no quiere que su abuela termine como su madre. Kakeru se despide después de eso. Tras ser regañado por Takako, Hagita y Azusa, Suwa se reúne con Naho para consolarla sin confesarle sus sentimientos. Al dar la medianoche, Kakeru estrella su celular contra el suelo cuando Naho intenta contactarlo. |                                 |                          |
| 12 | «CARTA 12» «Tegami 12» (手紙12) | 18 de septiembre de 2016 |
| En el pasado, Kakeru y su madre se mudaron de Tokio a Matsumoto tras el divorcio de sus padres. Kakeru cayó en una profunda depresión tras el suicidio de su difunta madre, pero evitó contárselo a Naho y a sus amigos. Terminará suicidándose conduciendo su bicicleta hacia un camión que se aproximaba en una intersección a altas horas de la noche, tras descubrir que su difunta madre le había guardado un mensaje de disculpa en su celular, donde detallaba que había decidido divorciarse de su violento padre. En el presente, la distancia entre Naho y Kakeru crece en la escuela, incluso cuando ella intenta disculparse por ser insensible con él en Nochevieja. Diez años después, Naho y sus amigos se encuentran en un campo de cerezos en flor. Después de que Hagita les informa a los demás que un investigador suizo descubrió un agujero negro en el Triángulo de las Bermudas, deciden enviarse cartas a sí mismos diez años en el pasado. Diez años atrás, Naho le insta a Kakeru a esperar hasta San Valentín. Independientemente de si sale herida o si él la odia, sigue decidida a no perderlo. |                                 |                          |
| 13 | «CARTA 13» «Tegami 13» (手紙13) | 25 de septiembre de 2016 |
| En San Valentín, Naho hornea una caja de bombones, pero le cuesta entregárselos a Kakeru. Tras perder tres oportunidades de entregar la caja en la escuela, su cuarta y última oportunidad se arruina cuando se le cae al chocar con Ueda y, como consecuencia, la pisa. Con una determinación inquebrantable, Naho se reúne con Kakeru junto a su getabako, donde lo confronta por evitarla. Aunque él sintió que la lastimó en Nochevieja, ella dice lo contrario y se disculpa de nuevo. Él admite que se mantenía a distancia para no lastimarla. Ella expresa su deseo de salir con él para que sea feliz, incluso si algo pudiera salir mal. Después de abrazarse, Kakeru le pide a Naho que le dé la caja de bombones que tenía a sus espaldas, mientras Suwa, Takako, Hagita y Azusa animan desde la distancia. Al día siguiente, Naho se ofrece a acompañar a Kakeru a casa, pero él se niega porque tiene que llevar a su abuela al hospital. La carta de Naho especifica que Kakeru morirá esa noche. Diez años después, Hagita les dice a los demás que el pasado en su mundo no se puede cambiar debido a una paradoja temporal, pero aún es posible hacerlo en un mundo paralelo. Hace diez años, Kakeru mira el teléfono celular de su difunta madre. Naho y sus amigos buscan a Kakeru cuando sale corriendo. Camina frente a un camión que se aproxima, pero se aparta del camino en el último momento, reconsiderando el sistema de apoyo que tiene. Naho y sus amigos encuentran a Kakeru, revelándole las cartas que sus yo futuros les escribieron a ellos y a él. Después de que todos se abrazan y se reconcilian, se revela que Hagita vandalizó la bicicleta de Kakeru. Al día siguiente, Kakeru agrega su propia carta en la cápsula del tiempo antes de que sea enterrada con las cartas de los demás. En la escena final, diez años en el futuro, Naho se encuentra en un campo de cerezos en flor junto con Suwa y su hijo contemplando el cielo prometiéndole a Kakeru que si algún día llega a creer que vivir no vale la pena y es doloroso, entonces una y otra vez volverá a salvarlo. |                                 |                          |

### Orange -Mirai-
El 18 de noviembre de 2016 se estrenó una película en los cines japoneses. En esta se relata la historia desde el punto de vista de Hiroto Suwa. Además, se agrega una pequeña historia que continúa el relato original del manga y del anime, escrita por Ichigo Takano.

### Imagen real
Una adaptación cinematográfica en imagen real, película dirigida por Kojiro Hashimoto y escrita por Arisa Kaneko, fue estrenada el 12 de diciembre de 2015 en Japón, con Tao Tsuchiya y Kento Yamazaki en los papeles de los personajes principales.

## Recepción
El manga ha sido nominado al premio de Goodreads "Readers Choice Awards 2016" en su categoría Mejor Novela Gráfica y Comic.
La obra fue la 28º más vendida durante el año 2016. Habiendo sido publicados 5 volúmenes, las ventas en territorio japonés han llegado a las 1 809 055 copias, durante el período comprendido entre el 23 de noviembre de 2015 y el 20 de noviembre de 2016. Del mismo modo, la novela basada en el manga fue la 27º más vendida durante el mismo período, con 174 175 copias.
La revista especializada en libros y manga Da Vinci de Kadokawa y Media Factory ha revelado la lista de la 17.ª edición del "Libro del año". El manga de Ichigo Takano ha obtenido el 46.º puesto del ranking de mangas. Dicho ranking no sólo contempla las ventas (en este caso, de los volúmenes 1 al 5), sino también por los votos de 5117 personas, que incluyen: críticos literarios, escritores y empleados de librerías.
El manga es parte de las lista de las Mejores novelas gráficas para jóvenes en su edición de 2017 de la Asociación de Jóvenes Adultos Biblioteca Servicios (YALSA), perteneciente a la American Library Association. Es además, una de las mejores diez novelas gráficas según esta asociación.
La película de acción real fue la 14º película más taquillera en Japón del año 2016, recaudando 3,3 billones de yenes, unos 28,06 millones de dólares.